# Nemichthys curvirostris
La tijera agazadicha (Nemichthys curvirostris), es un Nemichthys de la familia Nemichthyidae. Su clima es el tropical y su hábitat son las aguas templadas. Mide 143 cm aproximadamente.

## Localización
Vive en el oeste del Atlántico; desde Estados Unidos hasta Argentina. En el este del Atlántico; Azores hasta Sudáfrica. En el océano Índico: Reunión y en el sudeste del Pacífico; Australia y Nueva Zelanda.

## Biología
Su migración es diurna y se alimenta de crustáceos. Es ovíparo.